# سیارک ۲۷۰۸۷
سیارک ۲۷۰۸۷ (به انگلیسی: 27087 Tillmannmohr، نامگذاری:1998UA15) بیست و هفت هزار و هشتاد و هفتمین سیارک کشف شده‌است که در ۲۴ اکتبر ۱۹۹۸ کشف شد.